# M/S Princess of the Stars
M/S Princess of the Stars var en passagerarfärja från Filippinerna. Färjan ingick i rederiet Sulpicio Lines. Den 21 juni 2008 kapsejsade färjan efter en grundstötning med runt 870 människor ombord. Av de 868 ombordvarande överlevde 56 personer. Kustbevakningen slog fast att 75 personer överlevde. Vindarna var extremt starka på hela 54 meter per sekund.
Den 15 juni 2010 fattades beslut angående bärgning av färjan. Färjan blev bärgad (i juni 2011 hade man kommit 39,15%) och blev sedan upphuggen och delarna skickade till huvudstaden.

## Historik
Färjan byggdes 1983 av Ishikawajima-Harima Heavy Industries varv i Japan. Färjan gick ursprungligen under japansk flagg. Hon sjösattes den 27 april 1984 och döptes till M/S Ferry Lilac. Fartyget levererades den 10 juli 1984 till rederiet Shin-Nihonkai Ferry Co och sattes in i trafik mellan Maizuru och Otaru. Fartyget gick samma rutt under 20 år och såldes i september 2004 till rederiet Sulpicio Lines Inc. Ursprungligen fick hon ta 554 passagerare i 554 hytter samt 136 bilar och en besättning på 70 man. Färjan byggdes om när hon såldes 2004 och blev då anpassad för 788 passagerare med 372 hyttplatser och 427 bilar och en besättning på drygt 100 personer. Även fartygets vikt och längdmått ändrades från det ursprungliga, vilket kan ha varit en bidragande orsak till olyckan.

## Förlisning

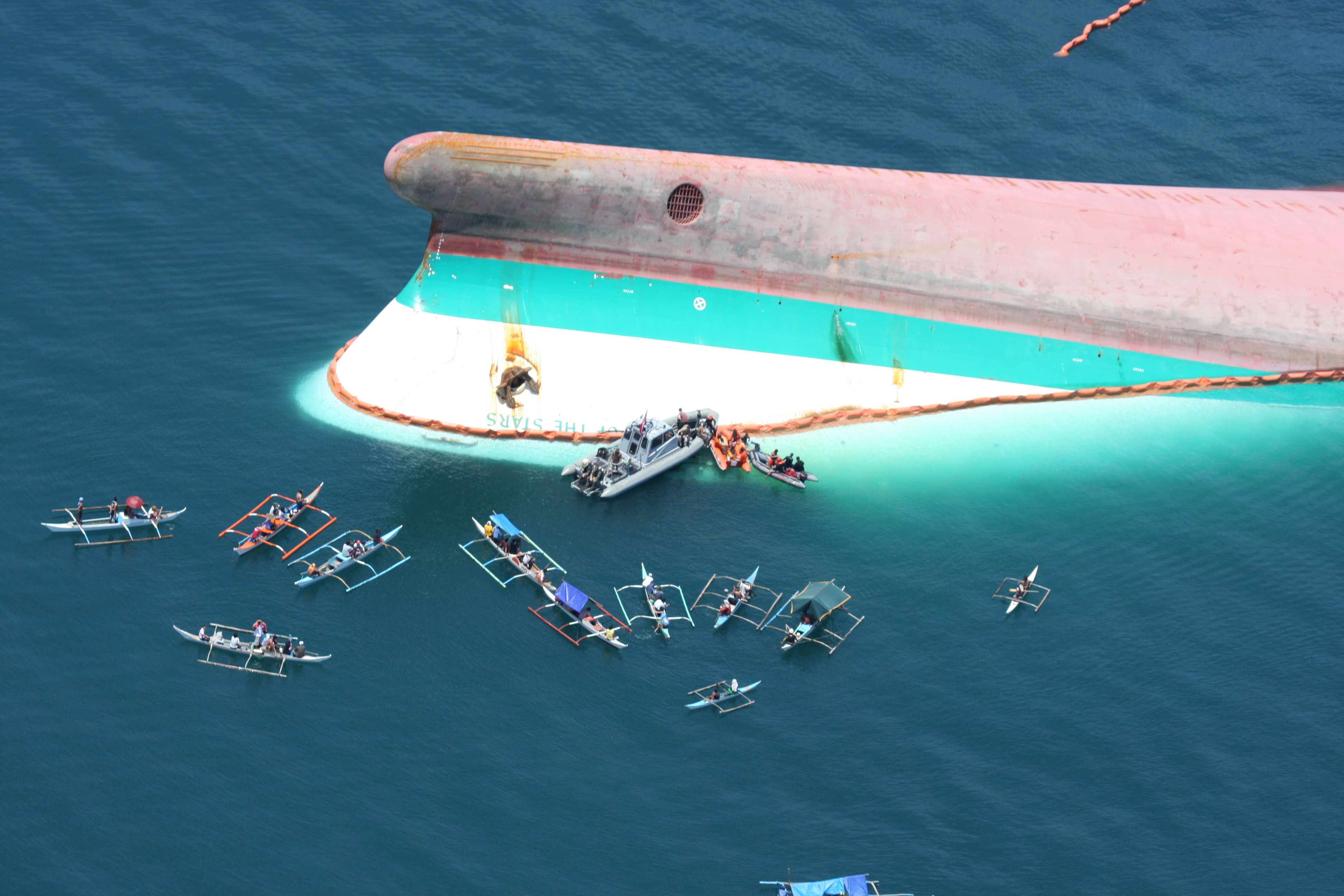
M/S Princess of the Stars liggande uppochner.

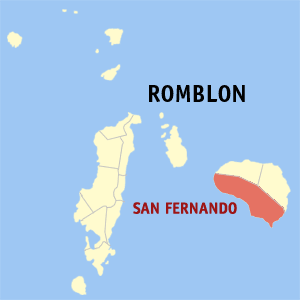
San Fernando i provinsen Romblon.

Den 20 juni 2008 klockan 20.04 lämnade Princess of the Stars hamnen i Manila och började sin resa mot Cebu. 
Den 21 juni var Romblon fortfarande under stormvarning # 3, norra Cebu var under varning # 2, medan resten av Cebu och Metro Manila var under varning # 1.
Runt 18.30 rapporterade Manila att Princess of the Stars borde söka skydd. När fartyget tillryggalagt 16 timmar av planerade 22 timmars färd, klockan 23.30 kontaktade fartygets besättning rederiets kontor i Manila, för att rapportera att fartyget hade drabbats av motorproblem och gått på grund nära Sibuyan och Romblon. Sulpicio Lines förlorade kontakten med fartyget efter detta. Sulpicio Lines bad om hjälp från fartyg i närheten av Princess of the Stars, men fick inga svar under den pågående stormen. Sulpicio Lines kontor i Manila skickade sedan ett nödanrop till den filippinska kustbevakningen klockan 24.55, men kustbevakningen kunde dock inte omedelbart gå ut och kontrollera Princess of the Stars på grund av de rådande väderförhållandena. 
Dagen därpå, den 22 juni, sänktes stormvarningarna och strax före 21.00, bekräftade den provinsiella polisen i Romblon uppgifter i media om att M/S Princess of the Stars har sjunkit. Den filippinska kustbevakningen och den filippinska flottan sände kanonbåtar till platsen. 
Enligt den passagerarlista för Princess of the Stars som rederiet Sulpicio Lines tog fram, hade Princess of the Stars 755 passagerare och 111 besättningsmedlemmar ombord, sammanlagt 866. Enligt de officiella siffrorna som senast blev gjorda av rederiet (slutgiltiga), 870 personer ombord.
Katastrofen är den värsta på filippinska farvatten under 2000-talet.
Tyfonen i Filippinerna med vindar och stormbyar på 54 meter per sekund hade utöver offren på båten tagit 330 personers liv i jordskred och översvämningar, samtidigt som 374 saknades.
Orsaken till olyckan
Utredningskommissionen kom fram till att fartygets ballasttankar som normalt är fyllda med vatten var tomma inför den sista avgången, vilket gjorde att färjan gungade för mycket i sjön. Lasten var inte ordentligt surrad, passagerare sade att de kände och hörde lasten förflytta sig på lastdäcket, och fartyget fick kraftig slagsida åt babord på 40 grader. Fartygets befälhavare, Florencio Marimon Sr, beordrade alla i besättningen att komma upp till däck när fartyget fick slagsida och lite senare sade han till alla ombord att "förbereda sig för att överge fartyget" och detta samtal var sista offentliga meddelandet från kaptenen innan fartyget sjönk. Det allmänna meddelandet "abandon ship" som var det enda passagerarna fick höra sändes när motorerna stannade, fartyget gick på grund bara 10 minuter innan fartyget sjönk, vilket gjorde det för sent för de flesta att hinna rädda sig, händelserna utspelade sig mycket snabbt. Om ballasttankarna hade varit fyllda med vatten hade slagsidan kunnat hämmas och passagerarna hade fått mera tid att ta sig ut, men grundstötningen gjorde det omöjligt för besättningen att rädda fartyget.

## Kritik
I diskussioner efter olyckan gav anhöriga Sulpicio Lines skulden till olyckan, eftersom de tillät färjan gå till havs trots inkommande tyfon, även kustbevakningen fick kritik. De ansvariga myndigheterna lovade de anhöriga att göra allt för att bärga och hitta de omkomma, ett löfte som uppfylldes.

## Efterspel
Reynato Lanoria, en vaktmästare på skeppet som överlevde sade att: - "uppskattningsvis ca 100 personer kan ha överlevt ". Han uppgav också att merparten som inte överlevde inte kom ut från färjan.
Den 23 juni 2008 hade 42 namngivna överlevande rapporterats av rederiet Sulpicio Lines.
Kustbevakningen ansåg till en början att totalt 747 människor fanns ombord på färjan när den kapsejsade av vilka 626 var passagerare (575 vuxna, 20 barn, 31 spädbarn och 121 officerare och besättningsmedlemmar).

Kustbevakningen hade en passagerarlista som offentliggjordes den 24 juni 2008, men listan innehöll bara namngivna passagerare och inte besättning.
Man försökte strax efter olyckan att bärga de omkomna fast dykningarna till vraket avbröts då man fick reda på att färjan var lastad med hälsovådliga bekämpningsmedel. Ett upptagningsarbete av kropparna infördes tack vare bistånd. Efter augusti hade man fört ut de farliga ämnena ur båten och man fortsatte att ta upp kroppar fram till november, sammanlagt hade man hittat 349 döda kroppar (däck A: 50 döda, däck B: 113 döda , däck C: 36 döda = 199) och innan dess hade man hittat ca 150 döda i havet däribland kaptenens kropp hade bärgats, och 56 överlevande, 465 personer som fanns inskrivna i passagerarlistan hittades inte under upptagningsarbetet 2008.

## 2010 och framåt
Under 2009 meddelade kustbevakningen att upptagningsarbetet skulle bli framflyttat ett år.
I april 2010 återupptogs upptagningsarbetet, orsaken var att byrån inte skulle sluta ännu, för de anhörigas rätt att få begrava offren.
Man återfann fram till den 19 maj 85 skelett. Och fram till den 13 juni hade man bärgat ytterligare 67 kvarlevor. 
Kvarlevorna skickades till centralkriminalpolisen eller åklagarmyndigheten för rättsmedicinska undersökningar. Resterna genomgick osteologiska undersökningar för att fastställa ålder, kön och vikt. 
Kustbevakningen inledde den 7 juni bärgningsarbetet av Princess of the Stars och omkring 15 juni skulle beslut eventuellt fattas men blev förskjutet något, planerna var att vända fartyget på rätt köl igen för att sedan kunna föra ut alla organ och de farliga ämnen som fortfarande fanns kvar på lastdäcket.
Man fortsatte ute vid Princess of the Stars. Den 21 juni 2011 hade 39% av bärgningen av färjan fullbordats. Och man sade att färjan kommer sedan huggas upp i bitar och delarna transporteras iväg till Navotas (huvudstaden).